# Микрометр проволочный
Микрометр проволочный МКД (МП) — измерительный прибор, с микрометрическим винтом и гайкой (т. н. микропарой), тип микрометра, предназначенный для измерения с низкой погрешностью, линейных размеров контактным способом, используется при измерениях толщины проволоки, тонких металлических стержней, а также диаметра шариков (например шариков подшипников).
Действие микрометра основано на перемещении винта вдоль оси при вращении его в неподвижной гайке. Перемещение пропорционально углу поворота винта вокруг оси. Измеряемое изделие зажимают между измерительными плоскостями.